# Anselm Knuutila
Anselm Knuutila   (Iitti, 1 de febrer de 1903 - 29 de juny de 1968) fou un esquiador de fons finlandès que va competir durant la dècada de 1920.
En el seu palmarès destaquen una medalla d'or i una de plata en les curses de 50 i 17 quilòmetres respectivament del Campionat del Món d'esquí nòrdic de 1929.